# 飛岡卯一郎
飛岡 卯一郎（とびおか ういちろう、1875年（明治8年）12月13日 - 1925年（大正14年）6月25日）は、日本の政治家。帝国議会衆議院議員（1期）、鹿児島市会議員、鹿児島県会議員。

## 経歴
鹿児島県鹿児島市金生町出身。飛岡卯右衛門の長男として生まれる。1894年（明治27年）7月、鹿児島高等中学造士館予科卒業、1896年（明治29年）7月、鹿児島高等中学造士館本科卒業。1904年（明治37年）東京帝国大学法科大学政治学科卒業。鹿児島市会議員、鹿児島県会議員を歴任し、1912年（明治45年）5月の第11回衆議院議員総選挙において鹿児島市選挙区で当選、立憲政友会所属で1期務めた。そのほか、鹿児島商業会議所議員、同副会頭、第百四十七銀行（鹿児島銀行の前身のひとつ）常務取締役なども歴任。